# Afonsim
Afonsim ist ein Ort und eine ehemalige Gemeinde (Freguesia) im portugiesischen Kreis (Concelho) von Vila Pouca de Aguiar. In ihr leben 183 Einwohner (Stand 30. Juni 2011). 
Im Zuge der Gebietsreform vom 29. September 2013 wurde Afonsim mit den Gemeinden Gouvães da Serra, Lixa do Alvão und Santa Marta da Montanha zur Gemeinde Alvão zusammengelegt.

## Geschichte und Sehenswürdigkeiten
Funde belegen eine vorgeschichtliche Besiedlung. Die heutige Gemeinde entstand vermutlich im Verlauf der Wiederbesiedlungen nach der Reconquista. Die heutige Gemeindekirche wurde im 18. Jh. auf Grundlage und unter Verwendung einer ersten, mittelalterlichen Kirche erbaut. Von der ursprünglichen Kirche sind einige, in der heutigen Sakristei verbauten Teile zu sehen.
Die einschiffige, spätbarocke Igreja Paroquial de Afonsim (nach ihrer Schutzpatronin auch Igreja de Nossa Senhora da Assunção, dt.: Kirche unserer lieben Frau der Himmelfahrt) ist das bedeutendste der drei geschützten Baudenkmäler der Gemeinde.
Die weiteren denkmalgeschützten Gebäude sind zwei Kapellen. Darüber hinaus befinden sich eine Reihe steinzeitlicher archäologischer Fundstätten in der Gemeinde, neben Felsmalereien und Siedlungsresten vor allem eine Anzahl Megalithanlagen. Dazu gelten drei Steinbrunnen in der Gemeinde als sehenswert.

## Verwaltung
Afonsim war Sitz einer gleichnamigen Gemeinde (Freguesia). In der Gemeinde lagen folgende Ortschaften:
- Afonsim
- Reguengo
- Trandeiras